# ترسکوالی
ترسکوالی (آلمانی: Treskowallee) یک خیابان شلوغ در جنوب شرق برلین واقع در منطقه لیشتنبرگ است. این خیابان که از میان منطقه کارلزهورست گذشته و لیشتنبرگ را به ترپتو-کپنیک متصل می‌کند یک شاهراه برای این منطقه به شما می‌آید که در قرن ۱۹ میلادی بنا گذاشته شده است. در این خیابان ۵۰ یادمان تاریخی وجود دارد.

## محل و نام‌گذاری خیابان

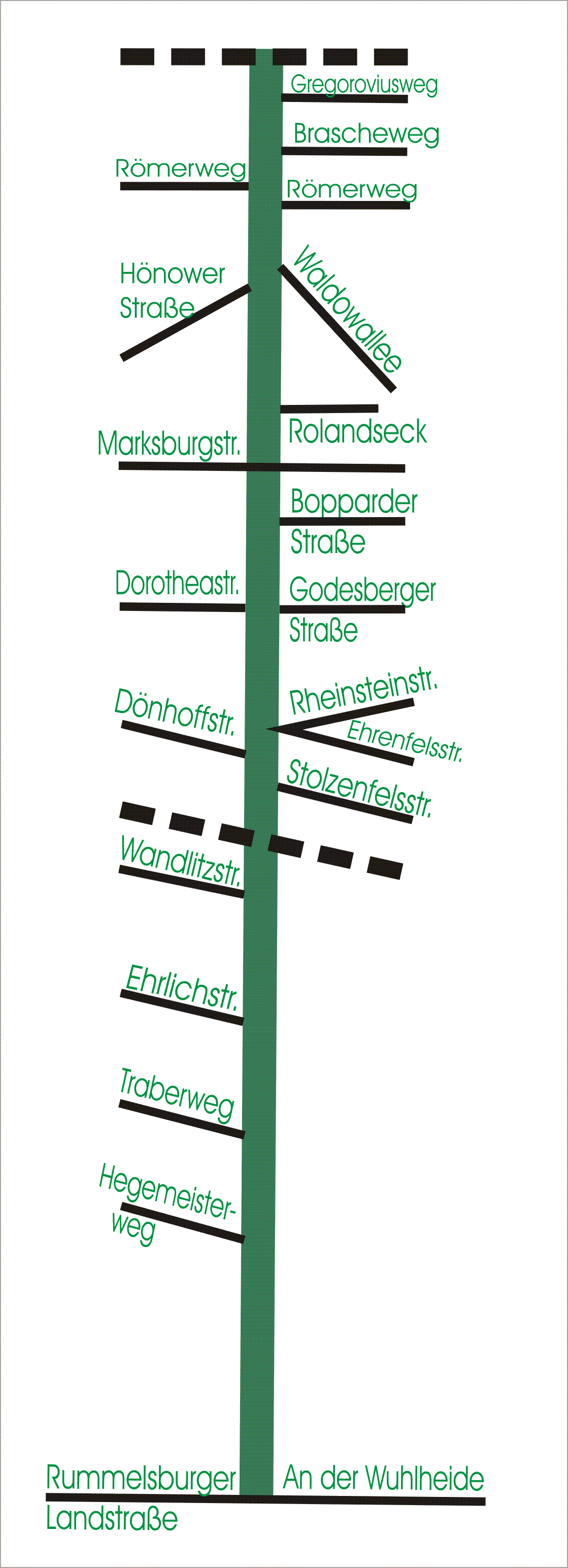
ترسکوالی و خیابان‌های فرعی

این خیابان ابتدا در قرن ۱۸ میلادی جاده‌ای برای کپنیک به شما می‌رفت و در میانه قرن ۱۸ ساختمان‌های در اطراف آن ساخته شد. در همین سال‌ها به دلیل اینکه خیابان، بخشی از مزارع کارل ون ترسکو را در بر می‌گرفت، خیابان را ترسکو نامیدند.

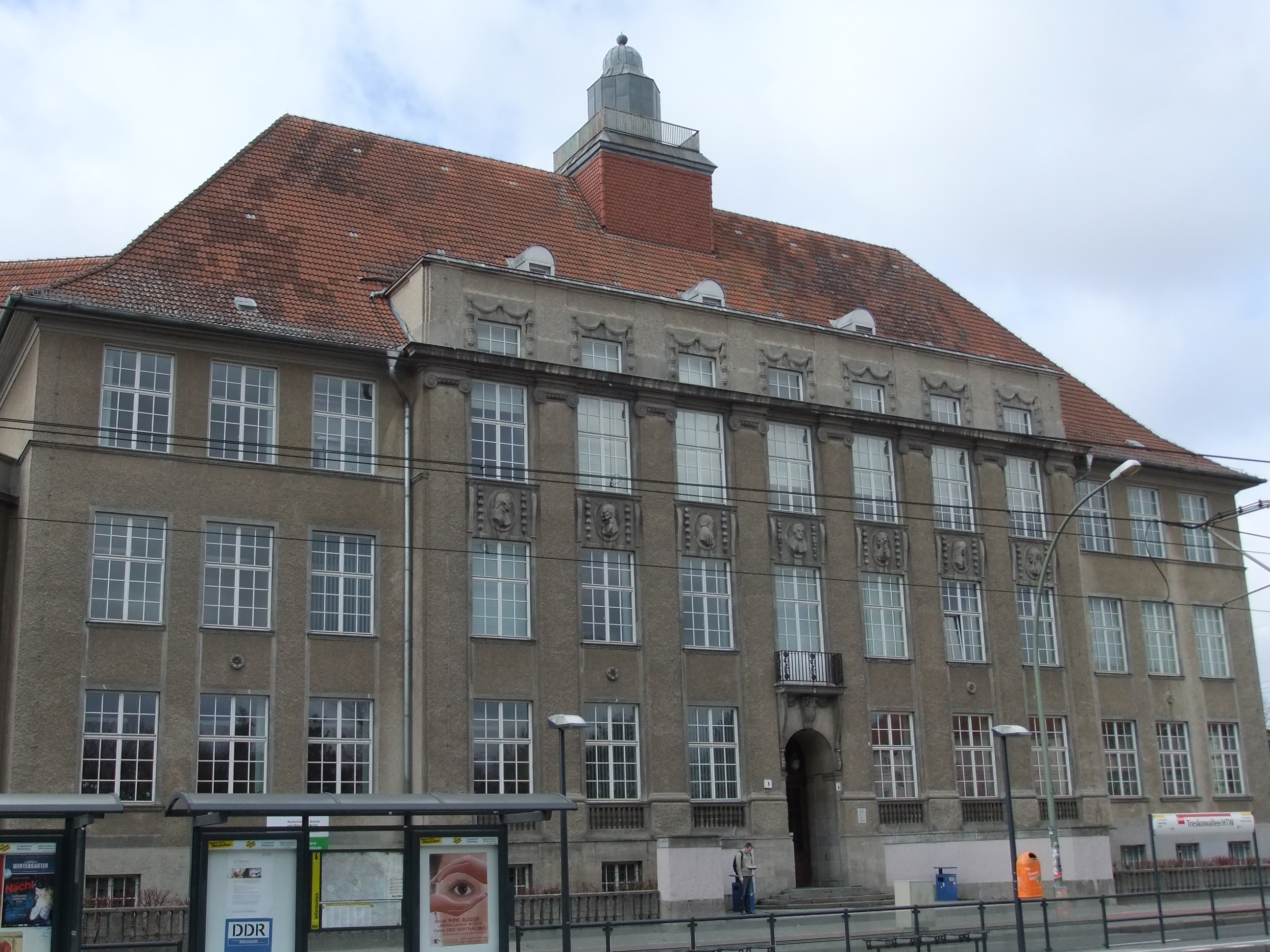
دانشگاه تکنولوژی و اقتصاد htw